# Concurență neloială
Concurența este considerată neloială atunci când activitatea comerciantului se realizează prin folosirea de procedee nelegale, contrare uzanțelor comerciale. Procedeele care caracterizează concurența neloială sunt numeroase. Acestea, fie acte, fie fapte contrare legii și uzanțelor cinstite, pot fi grupate în infracțiuni, contravenții și/sau delicte civile.